# La confessione (Adrienne von Speyr)
La confessione (Die Beichte) è un libro della mistica cattolica Adrienne von Speyr, pubblicato per la prima volta nel 1960 dalla casa editrice svizzera Johannes Verlag.

## Contenuto
Il cuore dell'opera, che tratta il sacramento della penitenza, è cristologico. Come Gesù ha assunto su di sé, con la passione, i peccati del creato, confessandoli innanzi al Padre per ottenere a Pasqua l'assoluzione del mondo, così anche il peccatore, tramite la sequela, deve tentare di far venire in luce le proprie colpe individuali – che, secondo la Speyr, non sono separabili da quelle del mondo – confessandole di fronte alla Chiesa, per partecipare gioiosamente all'assoluzione di Pasqua.

## Accoglienza
Il libro, dettato da Adrienne von Speyr ad Hans Urs von Balthasar, suo direttore spirituale, è da questi definito «una delle opere centrali di Adrienne» e il teologo Elio Guerriero lo considera tra i «più arditi e originali» della Speyr. Al libro sono inoltre dedicati, fra gli altri, un saggio del teologo tedesco Georg Bätzing, e uno del gesuita belga Jacques Servais.

## Edizioni
- (DE) Adrienne von Speyr, Die Beichte, Einsiedeln, Johannes Verlag, 1960.
- Adrienne von Speyr, La confessione, a cura di Hans Urs von Balthasar, Milano, Jaca Book, 1978.
- (FR) Adrienne von Speyr, La confession, Parigi, Lethielleux, 1981.
- (DE) Adrienne von Speyr, Die Beichte, 2ª ed., Einsiedeln, Johannes Verlag, 1982, ISBN 978-3-89411-253-0.
- (EN) Adrienne von Speyr, Confession, San Francisco, Ignatius Press, 1985, ISBN 0-89870-040-X.
- (FR) Adrienne von Speyr, La confession, prefazione di Thierry Dejond, trad. Marthe Allisy, 2ª ed., Namur, Culture et vérité, 1991, ISBN 2-87299-017-8.
- (PL) Adrienne von Speyr, Spowiedź, Poznań, W Drodze, 1993, ISBN 83-7033-002-9.
- Adrienne von Speyr, La confessione, a cura di Hans Urs von Balthasar, trad. Ugo Cavalieri, Milano, Jaca Book, 2002, ISBN 88-16-30294-1.
- (ES) Adrienne von Speyr, La confesión, traduzione di Ricardo Aldana e Juan M. Sara, Madrid, Ediciones San Juan, 2004, ISBN 987-21333-0-1.